# WAMPAS Baby Stars

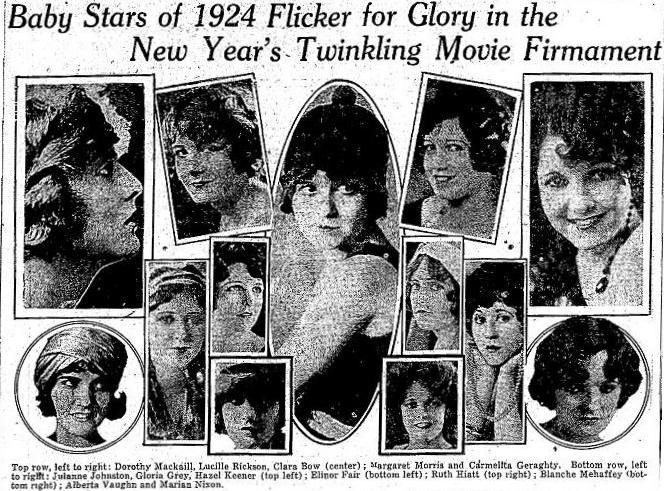
WAMPAS Baby Stars 1924. Nel medaglione centrale, Clara Bow

La WAMPAS Baby Stars è stata una campagna pubblicitaria promossa annualmente negli Stati Uniti d'America dalla Western Association of Motion Picture Advertisers dal 1922 al 1934. 
Venivano selezionate come vincitrici tredici ragazze (quindici nel 1932) considerate sul punto di diventare stelle di prima grandezza nel mondo del cinema. In onore delle prescelte, alla quali veniva assicurata ampia copertura mediatica, veniva organizzata una festa chiamata WAMPAS Frolic. La campagna non venne effettuata nel 1930 e nel 1933 e si interruppe definitivamente dopo il 1934 a causa dell'opposizione che incontrava da parte dei principali studios, che vedevano di cattivo occhio l'indipendenza della manifestazione.

## Elenco delleWAMPAS Baby Stars
- 1922: Marion Aye, Helen Ferguson, Lila Lee, Jacqueline Logan, Louise Lorraine, Bessie Love, Kathryn McGuire, Patsy Ruth Miller, Colleen Moore, Mary Philbin, Pauline Starke, Lois Wilson, Claire Windsor
- 1923: Eleanor Boardman, Evelyn Brent, Dorothy Devore, Virginia Browne Faire, Betty Francisco, Pauline Garon, Kathleen Key, Laura La Plante, Margaret Leahy, Helen Lynch, Derelys Perdue, Jobyna Ralston, Ethel Shannon
- 1924: Clara Bow, Elinor Fair, Carmelita Geraghty, Gloria Grey, Ruth Hiatt, Julanne Johnston, Hazel Keener, Dorothy Mackaill, Blanche Mehaffey, Margaret Morris, Marian Nixon, Lucille Ricksen, Alberta Vaughn
- 1925: Betty Arlen, Violet La Plante, Olive Borden, Anne Cornwall, Ena Gregory, Madeline Hurlock, Natalie Joyce, June Marlowe, Joan Meredith, Evelyn Peirce, Dorothy Revier, Duane Thompson, Lola Todd
- 1926: Mary Astor, Mary Brian, Joyce Compton, Dolores Costello, Joan Crawford, Marceline Day, Dolores del Río, Janet Gaynor, Sally Long, Edna Marion, Sally O'Neil, Vera Reynolds, Fay Wray

- 1927: Patricia Avery, Rita Carewe, Helene Costello, Barbara Kent, Natalie Kingston, Frances Lee, Mary McAllister, Gladys McConnell, Sally Phipps, Sally Rand, Martha Sleeper, Iris Stuart, Adamae Vaughn
- 1928: Lina Basquette, Flora Bramley, Sue Carol, Ann Christy, June Collyer, Alice Day, Sally Eilers, Audrey Ferris, Dorothy Gulliver, Gwen Lee, Molly O'Day, Ruth Taylor, Lupe Vélez
- 1929: Jean Arthur, Sally Blane, Betty Boyd, Ethlyne Clair, Doris Dawson, Josephine Dunn, Helen Foster, Doris Hill, Caryl Lincoln, Anita Page, Mona Rico, Helen Twelvetrees, Loretta Young
- 1930: (premi non assegnati)
- 1931: Joan Blondell, Constance Cummings, Frances Dade, Frances Dee, Sidney Fox, Rochelle Hudson, Anita Louise, Joan Marsh, Marian Marsh, Karen Morley, Marion Shilling, Barbara Weeks, Judith Wood
- 1932: Lona Andre, Lilian Bond, Mary Carlisle, June Clyde, Patricia Ellis, Ruth Hall, Eleanor Holm, Evalyn Knapp, Dorothy Layton, Boots Mallory, Toshia Mori, Ginger Rogers, Marian Shockley, Gloria Stuart, Dorothy Wilson
- 1933: (premi non assegnati)
- 1934: Judith Arlen, Betty Bryson, Jean Carmen, Helen Cohan, Dorothy Drake, Jean Gale, Hazel Hayes, Ann Hovey, Lucille Lund, Lu Ann Meredith, Gigi Parrish, Jacqueline Wells, Katherine Williams.

## Ultime WAMPAS in vita
In seguito alla morte di Barbara Kent il 13 ottobre 2011, preceduta da quella di Gloria Stuart il 26 settembre 2010, l'ultima WAMPAS in vita è stata Mary Carlisle, nata nel 1914 che è morta il 1º agosto 2018.